# 인천신월초등학교

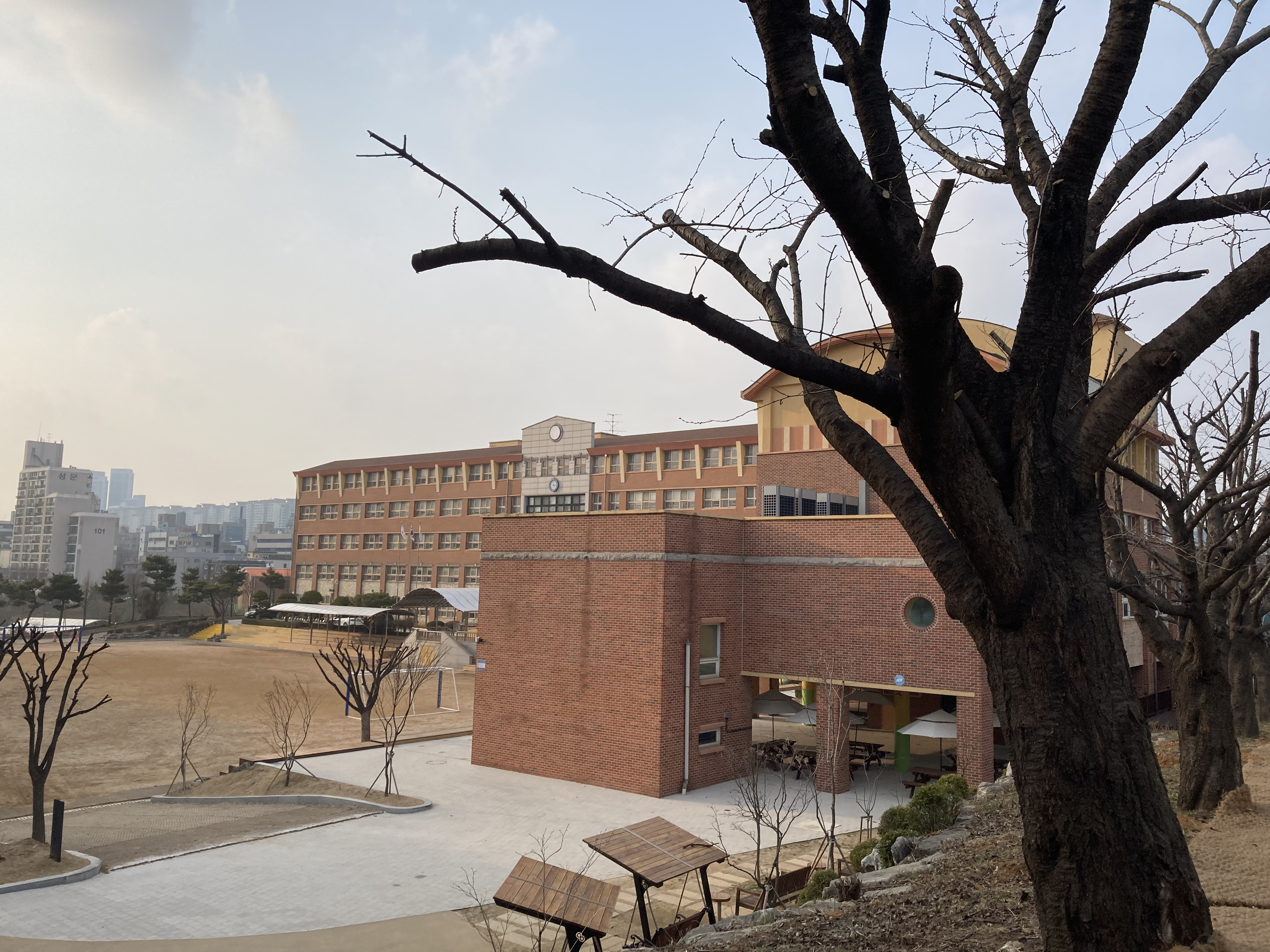
신월초등학교 전면전경

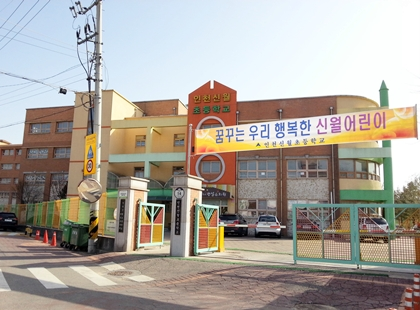
2016년 인천신월초등학교 정문

인천신월초등학교는 대한민국 인천광역시 남동구에 있는 공립 초등학교이다.

## 학교 연혁
| 년 도  | 날 짜     | 내 용                                                                  |
| ------ | --------- | ---------------------------------------------------------------------- |
| 2024년 | 09월 01일 | 제 8대 조윤옥 교장선생님 취임                                          |
| 2024년 | 03월 01일 | 인천세계시민학교 자율학교 운영(2024~2025)                              |
| 2024년 | 02월 28일 | 동부인성교육원 조성                                                    |
| 2024년 | 02월 08일 | 제 20회 졸업식(여30명, 남35명, 계65명)총 3,242명                       |
| 2024년 | 01월 19일 | 학교숲산책로 조성                                                      |
| 2023년 | 03월 01일 | 인천세계시민학교 자율학교 운영(2022~2023)                              |
| 2023년 | 03월 01일 | 17학급 편성(특수학급2 포함)                                            |
| 2023년 | 02월 28일 | 내부 창호 및 출입문 교체                                               |
| 2023년 | 01월 26일 | 관리실(교무실, 행정실) 및 교육복지실, 돌봄교실 환경 개선               |
| 2022년 | 12월 29일 | 제19회 졸업식(여41명, 남26명, 계67명)총 3,071명                        |
| 2022년 | 12월 13일 | 주차장 및 통행로 포장                                                  |
| 2022년 | 12월 12일 | 학교숲 조성                                                            |
| 2022년 | 11월 22일 | 경계울타리 교체                                                        |
| 2022년 | 08월 16일 | 인성교실 및 교사커뮤니티실 조성                                        |
| 2022년 | 07월 14일 | 계단 논슬립 교체                                                       |
| 2022년 | 06월 23일 | 차량 차단기 교체                                                       |
| 2022년 | 05월 09일 | 시청각실 환경개선                                                      |
| 2022년 | 03월 01일 | 동아시아시민학교 자율학교 운영(2022~2023)                              |
| 2022년 | 03월 01일 | 17학급 편성(특수학급2 포함)                                            |
| 2022년 | 02월 25일 | 교문 교체 및 통학로 개선                                               |
| 2022년 | 02월 11일 | 제18회 졸업식(남38명, 여30명, 계68명)                                  |
| 2021년 | 12월 28일 | 운동장 환경정비, 유치원 놀이시설 개선                                  |
| 2021년 | 11월 26일 | 지능형 과학실 구축, 시설물청소원 휴게실 조성, 교실 내부도장            |
| 2021년 | 10월 25일 | 동아시아 시민학교 자율학교 공모 선정                                   |
| 2021년 | 09월 01일 | 제7대 김동준 교장선생님 취임                                           |
| 2021년 | 03월 01일 | 19학급 편성(특수학급 2 포함)                                           |
| 2021년 | 02월 09일 | 제17회 졸업식(남43명, 여39명, 계82명)                                  |
| 2020년 | 11월 20일 | 신월가족 행복뮤지컬                                                    |
| 2020년 | 11월 16일 | 급식소 옥상 방수 및 본관 외벽 방수공사                                 |
| 2020년 | 10월 30일 | 외벽 1층 드라이비트 교체공사, 학교 내 보차도 분리공사                  |
| 2020년 | 10월 26일 | 찾아가는 등굣길 음악회                                                 |
| 2020년 | 03월 01일 | 21학급 편성(특수학급 2 포함)                                           |
| 2020년 | 02월 07일 | 제 16회 졸업식(여55명, 남 53명, 계 108명)                              |
| 2020년 | 01월 23일 | 유치원 및 어린이집 스프링클러 공사                                     |
| 2019년 | 11월 06일 | 1인 3악기 발표회                                                       |
| 2019년 | 10월 28일 | 찾아가는 등굣길 음악회                                                 |
| 2019년 | 10월 24일 | 신월가족 재미난 뮤지컬 공연                                            |
| 2019년 | 08월 07일 | 학교건물 내부 도색공사                                                 |
| 2019년 | 06월 23일 | 동부교육지원청 스포츠클럽 축구대회 준우승                              |
| 2019년 | 06월 02일 | 학교건물 외벽 도색공사                                                 |
| 2019년 | 04월 08일 | 인천시립무용단 초청공연                                                |
| 2019년 | 03월 01일 | 22학급 편성(특수 2학급 포함)                                           |
| 2019년 | 02월 21일 | 제 15회 졸업식(100명 졸업)                                             |
| 2019년 | 01월 13일 | 특수학급 1실 증설(총 2실)                                              |
| 2019년 | 01월 07일 | 공기청정기 전교실 설치                                                 |
| 2019년 | 01월 03일 | 방과후연계형 돌봄교실 1실 설치                                         |
| 2018년 | 12월 20일 | 창의융합형 과학실 구축                                                 |
| 2018년 | 09월 04일 | 인천광역시동부교육지원청 스포츠클럽대회 동상 수상                      |
| 2018년 | 08월 24일 | 석면제거, 화장실 현대화 사업, 냉난방기,LED설치 공사                    |
| 2018년 | 08월 24일 | 화장실현대화 및 시설개선사업 완료                                      |
| 2018년 | 07월 18일 | 인천광역시동부교육지원청교육장배 스포츠클럽대회 티볼 동상 수상         |
| 2018년 | 05월 25일 | 진로체험 행사                                                          |
| 2018년 | 05월 24일 | 제 4회 신월가족 행복음악회                                             |
| 2018년 | 05월 17일 | 제 4회 도농교류체험학습                                                |
| 2018년 | 03월 01일 | 23학급 편성(특수학급 1 포함)                                           |
| 2018년 | 02월 07일 | 제 14회 졸업식(남74명, 여44명, 계 118명)                               |
| 2017년 | 12월 08일 | 전국학생발명상상화 및 캐릭터그리기대회(동상)                           |
| 2017년 | 11월 15일 | 방과후 및 동아리 발표회                                                |
| 2017년 | 11월 08일 | 1인 3악기 발표회                                                       |
| 2017년 | 10월 24일 | 알뜰 장터                                                              |
| 2017년 | 10월 18일 | 제 3회 도농교류 체험학습                                               |
| 2017년 | 10월 17일 | 제 3회 신월가족 작은 음악회(인천시향 초청)                             |
| 2017년 | 09월 08일 | 언어문화 개선을 위한 경어사용 교육 시작                                |
| 2017년 | 09월 01일 | 제6대 문창석 교장선생님 취임                                           |
| 2017년 | 03월 01일 | 26학급 평성(특수학급 1학급 포함) 편성                                  |
| 2016년 | 12월 05일 | 제5회 전국 애국가 부르기 UCC공모전 동상(국가보훈처,신월청소년단체)수상 |
| 2016년 | 06월 27일 | 기상관찰원, 암석관찰원 조성                                            |
| 2016년 | 06월 24일 | 제24회 한국학생과학탐구올림픽 인천광역시 자연관찰탐구대회 금상         |
| 2016년 | 05월 19일 | 제36회 인천광역시 학생과학발명품경진대회 우수상, 장려상                |
| 2016년 | 02월 12일 | 제12회 졸업식(남65명, 여67명, 계132명)                                 |
| 2015년 | 10월 29일 | 지역사회 문화 중점학교 “신월가족과 함께 하는 작은 음악회”개최          |
| 2015년 | 10월 14일 | 제1회 인천광역시 교육감기 연극대회 입상                                |
| 2015년 | 08월 31일 | 제23회 한국학생과학탐구올림픽 인천광역시 과학탐구대회 금상, 은상       |
| 2014년 | 11월 21일 | 운동장 느티나무 이동 식재 및 스텐드 보수공사                           |
| 2014년 | 10월 22일 | 인천신월초-강화 선원초 도?농 자매결연 MOU체결                          |
| 2014년 | 03월 07일 | 유치원 특수학급 구축                                                   |
| 2014년 | 03월 01일 | 진로교육 중심학교 운영(2014.03.01-2015.2.28, 1년간)                    |
| 2013년 | 11월 29일 | 위클래스(상담실)1실 구축                                               |
| 2013년 | 08월 26일 | 어린이 놀이시설 교체(유치원조합놀이대/초등 놀이시설)                   |
| 2013년 | 08월 18일 | 음악실 2실 구축(음악지도실, 국악지도실)                                |
| 2013년 | 02월 22일 | 실과실습실 구축                                                        |
| 2012년 | 03월 01일 | 학력향상형 자율학교 운영(2012.03.01.-2017.02.28., 5년간)               |
| 2011년 | 11월 03일 | 진로전용교실(커리어존)설치                                             |
| 2011년 | 04월 12일 | 다솜사랑방 설치(교육복지실 1실 설치)                                   |
| 2011년 | 03월 01일 | 교육복지우선지원사업 학교 선정(2011.03.01.-2016.02.29.,5년간)          |
| 2010년 | 05월 06일 | 남동구청지원 양치교실 설치                                             |
| 2009년 | 12월 11일 | 2009 초등 인천독서교육대상 우수교 선정                                 |
| 2009년 | 07월 31일 | 영어체험교실(후관2층)구축                                              |
| 2009년 | 06월 29일 | 방과후 보육교실(돌봄교실)구축                                          |
| 2009년 | 05월 01일 | 인천광역시 칭찬선도학교                                                |
| 2009년 | 02월 28일 | 구령대 및 스탠드 그늘막(포리글라스)설치                                |
| 2008년 | 12월 18일 | 2008 학교자율혁신 우수학교(사뿐사뿐 걷기로 명품 신월 만들기)수상       |
| 2008년 | 03월 01일 | 인천광역시교육청 다문화교육중심학교 지정(2008-2012)                    |
| 2006년 | 01월 23일 | 제2과학실 설치 완비                                                    |
| 2005년 | 02월 19일 | 제1회 졸업식(남113명, 여97명, 계210명)                                 |
| 2004년 | 11월 12일 | 꿈과 사랑 도서관 개관                                                  |
| 2004년 | 04월 01일 | 동부교육청 직장보육시설 신월어린이집 개원                              |
| 2003년 | 09월 01일 | 33학급 편성(남자 623명, 여자 523명, 계 1,146명)                        |
| 2003년 | 09월 01일 | 초대 곽행옥 교장선생님 취임                                            |
| 2003년 | 09월 01일 | "인천신월초등학교 개교(구월, 만수초에서 분리)                          |

## 참고 자료
- 인천신월초등학교 - 한국교육학술정보원 학교알리미